# جنبش استقلال تایوان
جنبش استقلال تایوان (انگلیسی: Taiwan independence movement) یک حرکت سیاسی است که اهدافش برای استقلال برخاسته از قانون بین‌المللی در رابطه با قرارداد ۱۹۵۲ سان فرانسیسکو است. آن‌ها معتقدند وقتی که ژاپن تمام حقوق جزیره تایوان و جزایر پنگ هو را نقض کرده‌است و جانشین دولت را مشخص نکرده است، در نتیجه حق حاکمیت این دو منطقه باید یک روز توسط خود مردم تایوانی (Taiwanese people) از طریق تعیین سرنوشت، مشخص شود.